# Premiul Bagutta

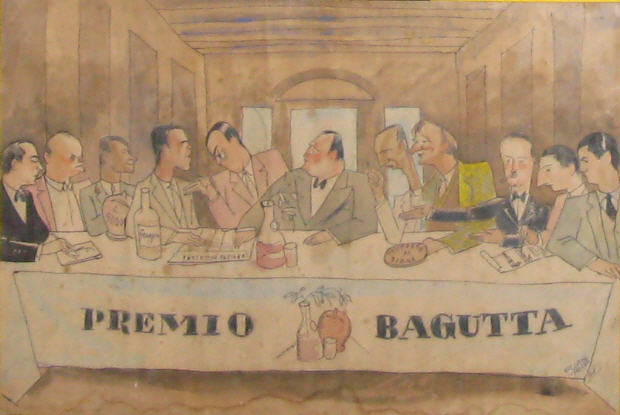

Premiul Bagutta este un premiu literar italian creat în 1926, al cărui promotor a fost familia Pepori.
În ambianța restaurantului toscan Alberto Pepori din strada Bagutta la  Milano a luat naștere ideea întemeierii unui premiu literar.
Restaurantul, descoperit de scriitorul Riccardo Bacchelli și de criticul cinematografic Adolfo Franci, este rapid frecventat de prieteni care se întâlneau pentru a lua cina împreună și a discuta despre cărți.
În seara de 11 noiembrie 1926, celor 11 prezenți (Riccardo Bacchelli, Orio Vergani, Adolfo Franci, Paolo Monelli, Gino Scarpa, Mario Vellani Marchi, Ottavio Steffenini, Luigi Bonelli, Mario Alessandrini, Antonio Veretti și Antonio Niccodemi) le-a venit ideea de a crea un premiu literar și au format juriul.

## Câștigătorii premiului Bagutta pentru proză, eseuri și poezie
- 1927  Giovanni Battista Angioletti, Il giorno del giudizio, (Ribet)
- 1928  Giovanni Comisso, Gente di mare (Treves)
- 1929  Vincenzo Cardarelli, Il sole a picco, (Mondadori)
- 1930  Gino Rocca, Gli ultimi furono i primi, (Treves)
- 1931  Giovanni Titta Rosa, Il varco nel muro, (Carabba)
- 1932  Leonida Rèpaci, Storia dei fratelli Rupe, (Ceschina)
- 1933  Raul Radice,Vita comica di Corinna, (Ceschina)
- 1934  Carlo Emilio Gadda, Il castello di Udine, (Solaria)
- 1935  Enrico Sacchetti, Vita di artista, (Treves)
- 1936  Silvio Negro, Vaticano minore, (Hoepli)
- 1937-1947  premiul nu a fost atribuit
- 1947  Dario Ortolani, Il sole bianco, Garzanti)
- 1948  Pier Antonio Quarantotti Gambini, L'onda dell'incrociatore, (Einaudi)
- 1949  Giulio Confalonieri, Prigionia di un artista (Genio)
- 1950  Vitaliano Brancati, Il bell'Antonio, (Bompiani)
- 1951  Indro Montanelli,  Pantheon minore, (Longanesi)
- 1952  Francesco Serantini, L'osteria del gatto parlante, (Garzanti)
- 1953  Leonardo Borghese, Primo amore, (Garzanti)
- 1954  Giuseppe Marotta, Coraggio, guardiano, (Bompiani)
- 1955  Alfonso Gatto, La forza degli occhi, Mondadori)
- 1956  Giuseppe Lanza, Rosso sul lago, (Cappelli)
- 1957  Pier Angelo Soldini, Sole e bandiere, (Ceschina)
- 1958  Lorenzo Montano, A passo d'uomo, (Rebellato)
- 1959  Italo Calvino, Racconti, (Einaudi)
- 1960  Enrico Emanuelli, Uno di New York, (Mondadori)
- 1961  Giorgio Vigolo, Le notti romane, (Bompiani)
- 1962  Giuseppe Dessì, Il disertore, (Feltrinelli)
- 1963  Ottiero Ottieri, La linea gotica, (Bompiani)
- 1964  Tommaso Landolfi, Rien va, (Vallecchi)
- 1965  Biagio Marin, Il non tempo del mare, (Mondadori)
- 1966  Manlio Cancogni, La linea dei Tomori, (Mondadori)
- 1967  Primo Levi, Storie naturali (Einaudi)
- 1968  Piero Chiara, Il balordo, (Mondadori)
- 1969  Niccolò Tucci, Gli atlantici, (Garzanti)
- 1970  Alberto Vigevani, L'invenzione, (Vallecchi)
- 1971  Pietro Gadda Conti, La paura (Ceschina)
- 1972  Anna Banti, Je vous écris d'un pays lontain (Mondadori)
- 1973  Sergio Solmi, Meditazione sullo scorpione, (Adelphi)
- 1974  Gianni Celati, Le avventure di Guizzardi, (Einaudi)
- 1975  Enzo Forcella, Celebrazioni d'un trentennio, (Mondadori)
- 1976  Mario Soldati, Lo specchio inclinato, (Mondadori)
- 1977  Sandro Penna, Stranezze, (Garzanti)
- 1978  Carlo Cassola, L'uomo e il cane, (Rizzoli)
- 1979  Mario Rigoni Stern, Storia di Tönle, (Einaudi)
- 1980  Giovanni Macchia, L'angelo della notte, (Rizzoli)
- 1981  Pietro Citati, Breve vita di Katherine Mansfield, (Rizzoli)
- 1982  Vittorio Sereni, Il musicante di Saint-Merry, (Einaudi)
- 1983  Giorgio Bassani, In rima e senza, (Mondadori)
- 1984  Natalia Ginzburg, La famiglia Manzoni, (Einaudi)
- 1985  Francesca Duranti, La casa sul lago della luna, (Rizzoli)
- 1986  Leonardo Sciascia, Cronachette, (Sellerio)
- 1987  Claudio Magris, Danubio, (Garzanti)
- 1988  Luciano Erba, Il tranviere metafisico, (Scheiwiller)
- 1989  Luigi Meneghello, Bau-sète!, (Rizzoli)
- 1990  Fleur Jaeggy, I beati anni del castigo (Adelphi)
- 1991  Livio Garzanti, La fiera navigante, (Garzanti)
- 1992  Giorgio Bocca, Il provinciale, (Mondadori)
- 1993  Giovanni Giudici, Poesie 1953-1990, (Garzanti)
- 1994  Alberto Arbasino, Fratelli d'Italia, (Adelphi)
- 1995  Daniele Del Giudice, Staccando l'ombra da terra, (Einaudi)
- 1996  Raffaello Baldini, Ad nota, (Mondadori)
- 1997  Sergio Ferrero, Gli occhi del padre, (Mondadori)
- 1998  Giovanni Raboni, Tutte le poesie (1951-1993), (Garzanti)
- 1999  Fabio Carpi, Patchwork, (Bollate Boringhieri)
- 2000  Andrea Zanzotto, Le poesie e prose scelte, (Mondadori) - Mariano Bargellini, Mus utopicus, (Gallino)
- 2001  Serena Vitale, La casa di ghiaccio. Venti piccole storie russe, (Mondadori)
- 2002
  - Roberto Calasso, La letteratura e gli dei, (Adelphi)
  - Giorgio Orelli, Il collo dell'anitra, (Garzanti)
- 2003
  - Michele Mari, Tutto il ferro della Tour Eiffel, (Einaudi)
  - Edoardo Sanguineti, Il gatto lupesco, (Feltrinelli)
  - Eva Cantarella, Itaca, (Feltrinelli)
- 2004 Franco Cordero, Le strane regole del sig. B, (Garzanti)
- 2005 Rosetta Loy, Nero è l'albero dei ricordi, azzurra l'aria, (Einaudi)
- 2006
  - Filippo Tuena, Le variazioni di Reinach, (Rizzoli)
  - Eugenio Borgna, L'attesa e la speranza, (Feltrinelli)

## Câștigătorii premiului Bagutta, secțiunea debut
- 1991 Bruno Arpaia, I forastieri, (Leonardo)
- 1992
  - Antonio Franchini, Camerati. Quattro novelle su come diventare grandi, (Leonardo)
  - Filippo Tuena, Lo sguardo della paura, (Leonardo)
- 1994  Laura Bosio, I dimenticati, (Feltrinelli)
- 1995  Piero Meldini, L'avvocata delle vertigini, (Adelphi)
- 1996
  - Carola Susani, Il libro di Teresa, (Giunti)
  - Alessandro Gennari, Le ragioni del sangue, (Garzanti)
- 1997  Patrizia Veroli, Millos, (LIM) - Helena Janeczeck, Lezioni di tenebra
- 1998  
  - Helena Janeczeck, Lezioni di tenebra, (Fazi)
  - Andrea Kerbaker, Fotogrammi, (Scheiwiller)
- 1999
  - Tommaso Giartosio, Doppio Ritratto, (Fazi)
  - Rosa Matteucci, Lourdes, (Adelphi)
- 2000
  - Mariano Bargellini, Mus utopicus (Gallino)
  - Giovanni Chiara, L'agghiaccio, (Marsilio)
- 2001
  - Silvia Di Natale, Kuraj, (Feltrinelli)
  - Luigi Guarnieri, L’atlante criminale. Vita scriteriata di Cesare Lombroso, (Mondadori)
- 2002 Paolo Maccari, Ospiti, (Manni)
- 2003 Giuseppe Curonici, L'interruzione del Parsifal dopo il primo atto, (Interlinea)
- 2004 Wanda Marasco, L'arciere d'infanzia, (Manni)
- 2005 Sandro Lombardi, Gli anni felici. Realtà e memoria nel lavoro dell'attore (Garzanti)
- 2006 Ascanio Celestini, Storie di uno scemo di guerra, (Einaudi)
- 2007 Pierluigi Cappello, Assetto di volo, (Crocetti)